# Aïssa Fouka
Aïssa Fouka est un ancien footballeur algérien, né le 27 octobre 1967 à Beni Tamou. Il évoluait au poste d'arrière latéral.

## Statistiques
| Saison                | Club                    | Championnat           | Championnat | Championnat | Coupe nationale | Coupe nationale | Coupe de la Ligue | Coupe de la Ligue | Compétition(s) continentale(s) | Compétition(s) continentale(s) | Compétition(s) continentale(s) | Total | Total |
| Saison                | Club                    | Division              | M.          | B.          | M.              | B.              | M.                | B.                | Comp.                          | M.                             | B.                             | M.    | B.    |
| 1987-1988             | Toulouse FC             | Division 1            | 6           | 0           | 0               | 0               | 0                 | 0                 | -                              | -                              | -                              | 6     | 0     |
| 1988-1989             | Toulouse FC             | Division 1            | 8           | 0           | 0               | 0               | 0                 | 0                 | -                              | -                              | -                              | 8     | 0     |
| 1989-1990             | Toulouse FC             | Division 1            | 7           | 0           | 0               | 0               | 0                 | 0                 | -                              | -                              | -                              | 7     | 0     |
| 1990-1991             | Olympique d'Alès (prêt) | Division 2            | 17          | 0           | 0               | 0               | 0                 | 0                 | -                              | -                              | -                              | 17    | 0     |
| 1991-1992             | Toulouse FC             | Division 1            | 23          | 0           | 1               | 0               | 0                 | 0                 | -                              | -                              | -                              | 24    | 0     |
| 1992-1993             | Toulouse FC             | Division 1            | 13          | 0           | 1               | 0               | 0                 | 0                 | -                              | -                              | -                              | 14    | 0     |
| 1993-1994             | Toulouse FC             | Division 1            | 5           | 0           | 1               | 0               | 0                 | 0                 | -                              | -                              | -                              | 6     | 0     |
| Total sur la carrière | Total sur la carrière   | Total sur la carrière | 79          | 0           | 3               | 0               | 0                 | 0                 | -                              | 0                              | 0                              | 82    | 0     |